# Dölf
Dölf ist eine in der Schweiz verbreitete Koseform des männlichen Vornamens Adolf. Einige Künstler haben ihn eintragen lassen.

## Bekannte Namensträger
- Dölf Früh (* 1952), Schweizer Unternehmer und Sportfunktionär
- Dölf Mettler (1934–2015), Schweizer Jodler, Komponist, Chorleiter und Bauernmaler
- Dölf Reist (1921–2000), Schweizer Bergsteiger und Fotograf
- Dölf Weder (* 1950), Schweizer Pfarrer

## Varianten
- Dolf